# Péter Juhász
Dans le nom hongrois Juhász Péter, le nom de famille précède le prénom, mais cet article utilise l’ordre habituel en français Péter Juhász, où le prénom précède le nom.
Pour les articles homonymes, voir Juhász.
Péter Juhász, né le 3 août 1948 à Lučenec (à l'époque en Tchécoslovaquie, aujourd'hui en Slovaquie) et mort le 29 mars 2024 à Budapest, est un joueur de football international hongrois, qui occupe le poste de défenseur.

## Biographie

### Carrière en sélection
Avec l'équipe de Hongrie, il joue 24 matchs (pour un but inscrit) entre 1971 et 1973.
Péter Juhász joue son premier match le 4 avril 1971 contre l'Autriche. Il dispute son dernier match le 16 mai 1973 contre la RDA.
Il figure dans le groupe des sélectionnés lors de l'Euro de 1972 et dispute 4 matchs comptant pour les éliminatoires de la coupe du monde 1974.
Péter Juhász participe également aux JO de 1972. Il joue 6 matchs lors du tournoi olympique.

## Palmarès
| Újpest FC - Championnat de Hongrie (7) : - Champion : 1969, 1970, 1970-71, 1971-72, 1972-73, 1973-74 et 1974-75. - Vice-champion : 1968. - Coupe de Hongrie (3) : - Vainqueur : 1969, 1970 et 1974-75. - Coupe des villes de foires : - Finaliste : 1968-69. |  | Hongrie - Jeux olympiques : - Argent : 1972. |